# Ричардс, Кори
Кори Лернер Ричардс (англ. Cory Lerner Richards, 1948, Омаха, Небраска — 4 апреля 2013) — американский активист за контроль рождаемости и право на аборты. Он работал в Институте Гутмахера, куда впервые пришёл в 1975 году в качестве политического аналитика. В 1988 году он был назначен вице-президентом по государственной политике, в 2000 году — старшим вице-президентом, а в 2008 году — исполнительным вице-президентом. 
Окончив Йельский университет в 1970 году, он работал у Питера Кироса, представителя Демократической партии США от штата Мэн, что привело его к политике общественного здравоохранения.
В 1994 году Ричардс возглавил доклад Uneven and Unequal («Неравно и неравномерно»), в котором анализировалась изменчивость в страховом финансировании контроля рождаемости. В 1998 году он основал «Guttmacher Policy Review» — ежеквартальный журнал, анализирующий вопросы сексуального и репродуктивного здоровья и прав. Статистические отчёты и политические мнения журнала цитировались Верховным судом США и Конгрессом США.
Ричардс также работал волонтёром в NARAL Pro-Choice America, Национальной федерации абортов, Национальной ассоциации планирования семьи и репродуктивного здоровья (NFPRHA) и Совете по информации и образованию в области сексуальности США.
Он умер в 2013 году (в возрасте 64 лет) от рака поджелудочной железы в хосписе Washington Home and Community Hospice.